# Moczydło (Trzebielino)
Moczydło (deutsch Mudschiddel) ist ein Ort in der Woiwodschaft Pommern in Polen. Er liegt im Powiat Bytowski (Bütower Kreis) und gehört zur Gmina Trzebielino (Landgemeinde Treblin).

## Geographische Lage und Verkehrsanbindung
Das Dorf liegt 28 Kilometer nordwestlich der jetzigen Kreisstadt Bytów (Bütow) und 37 Kilometer nördlich der ehemaligen Kreisstadt Miastko (Rummelsburg i. Pom.). An der westlichen Ortsgrenze verläuft die polnische Landesstraße DK 21 (ehemalige deutsche Reichsstraße 125), die von Darłowo (Rügenwalde) über Słupsk (Stolp) nach Miastko führt. Zwischen 1883 und 1991 war das sechs Kilometer entfernte Zielin Miastecki (Sellin Bez. Köslin) Bahnstation an der Bahnstrecke Lippusch–Zollbrück (ab 1945: Linia kolejowa 212 der Polnischen Staatsbahn), deren Betrieb jedoch eingestellt worden ist.
Das Dorf liegt in landschaftlich reizvoller Gegend am Ostrand des Park Krajobrazowy Dolina Słupa (Landschaftsschutzpark Stolpetal).

## Geschichte
Bis zur Mitte des 19. Jahrhunderts bildete Mudschiddel ein Vorwerk des Gutes in Zuckers. 1859 verkauften die Gutsbesitzer von Zuckers das Vorwerk an den damaligen Pächter Karl Voelzke, der es als selbständiges Gut bewirtschaftete. In der Folgezeit hatte das Gut Mudschiddel unterschiedliche Eigentümer, bis es 1919 Herbert Bouvain erwarb, der der letzte Gutsbesitzer des zuletzt 260 Hektar großen Anwesens mit Ackerbau und Viehzucht werden sollte.
Mudschiddel war wie Augustfelde ein Ortsteil der Gemeinde Zuckers und gehörte so ab 1874 zum Amtsbezirk Gumenz im Landkreis Rummelsburg i. Pom. im Regierungsbezirk Köslin der preußischen Provinz Pommern. Gumenz war auch Sitz des Standesamtes, während das Amtsgericht sich in Stolp befand.
Gegen Ende des Zweiten Weltkrieges gingen die Einwohner am 6. März 1945 auf die Flucht. Am 7. März 1945 wurde der geräumte Ort durch die Sowjetarmee besetzt. Der Treck der fliehenden Einwohner wurde am 9. März 1945 durch die Sowjetarmee eingeholt und kehrte um, wobei Mädchen verschleppt wurden. Der Gutsherr Herbert Bouvain starb auf der Flucht an den Folgen von Schlägen. Die zurückgekehrten Einwohner hatten unter Plünderungen und Vergewaltigungen durch durchziehende Truppen der Sowjetarmee zu leiden.
Infolge des Zweiten Weltkrieges kam Mudschiddel 1945 zu Polen, doch blieb Zuckers mit Augustfelde und Mudschiddel noch bis 1952 ein sowjetisches Staatsgut. Während einige Einwohner nach 1945 durch Polen vertrieben wurden, kamen die Deutsche, die zunächst auf dem sowjetischen Staatsgut arbeiteten, erst Ende der 1950er Jahre im Wege der Familienzusammenführung nach Deutschland.
Heute gehört der seit 1945 „Moczydło“ genannte Ort zur Gmina Trzebielino (Landgemeinde Treblin) und ist in das Schulzenamt Suchorze eingegliedert. Er gehört zum Powiat Bytowski (Bütower Kreis) in der polnischen Woiwodschaft Pommern (1975 bis 1998 Woiwodschaft Stolp).

## Kirche
Bis 1945 gehörte die mehrheitlich evangelische Bevölkerung Mudschiddels zum Kirchspiel Zettin im Kirchenkreis Bütow in der Kirchenprovinz Pommern der Kirche der Altpreußischen Union. Die katholische Einwohnerschaft war der Pfarrei in Rummelsburg zugeordnet.
Seit 1945 lebt eine überwiegend katholische Bevölkerung in Moczydło, die jetzt in die Pfarrei Suchorze (Zuckers) im Dekanat Miastko (Rummelsburg) im Bistum Köslin-Kolberg der Katholischen Kirche in Polen eingegliedert ist. Hier lebende evangelische Kirchenglieder gehören zur Kreuzkirchengemeinde in Słupsk (Stolp) innerhalb der Diözese Pommern-Großpolen der Evangelisch-Augsburgischen Kirche in Polen.